# 刘宏 (1965年10月)
刘宏(1965年10月~)，原金杯汽车股份有限公司总裁，现任中国汽车工业协会副秘书长。辽宁省沈阳市人，中共党员。1989年获华东工学院（现南京理工大学）工学士学位；2000年获大连理工大学工商管理硕士学位；2014年获中国政法大学法学博士学历。1989年7月至2019年10月，在汽车行业工作。